# Nuret-le-Ferron
Nuret-le-Ferron è un comune francese di 343 abitanti situato nel dipartimento dell'Indre nella regione del Centro-Valle della Loira.

## Società

### Evoluzione demografica
Abitanti censiti